# Dedemsvaart AC
Dedemsvaart AC is een zwemvereniging uit het Overijsselse Dedemsvaart opgericht in 1967.

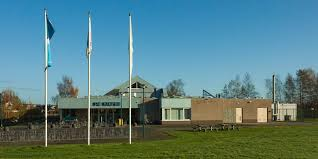
Zwembad de Kiefer

De zwemclub kent de volgende afdelingen:
- Een wedstrijdafdeling; deze zwemt sinds het seizoen 2017/2018 weer mee in de landelijke Hoofdklasse en levert elk jaar zwemmers af aan de nationale (junioren) kampioenschappen.
- Een Masterafdeling (senioren).

Enkele bekende namen uit het nationale en internationale zwemmen welke bij Dedemsvaart A.C. hebben gezwommen zijn:
- Mildred Muis
- Marianne Muis

Een ander bekende naam is die van Paulus Wildeboer, voormalig bondscoach van de Deense zwembond, ook hij startte zijn zwemcarrière bij Dedemsvaart A.C.
Trainingen vinden plaats in zwembad De Kiefer.